# 梁潤玉
梁 潤玉（ヤン・ユンオク、1957年 - ）は、大韓民国の翻訳家である。日本文学のハングル訳を専門にしている。

## 来歴
大韓民国の圓光大学校国文科を卒業後、出版社の編集部で勤務し、夫の仕事の関係で日本に渡り、その後1992年頃から翻訳業を始めた。
2004年には10冊の翻訳をし、朝8時から夜11時まで翻訳に没頭していたと韓国の新聞ハンギョレのインタビューで語っている。
2005年に、平野啓一郎の小説『日蝕』のハングルへの翻訳で講談社主催の第15回野間文芸翻訳賞を受賞。同翻訳により、翻訳家としての名声を確立した。

## 翻訳書
出版社と年月日は翻訳版。
- 平野啓一郎
  - 『日蝕』 文学トンネ（Munhakdongne） 1999年4月8日（2009年6月1日改版）
  - 『一月物語』 文学トンネ 1999年7月10日
  - 『葬送』 文学トンネ 2005年10月24日
  - 『高瀬川』 文学トンネ 2006年5月2日
- 市川拓司
  - 『いま、会いにゆきます』 ランダムハウスコリア 2005年2月18日
  - 『そのときは彼によろしく』 ランダムハウスコリア 2005年8月15日
  - 『世界中が雨だったら』 ランダムハウスコリア 2006年2月22日
  - 『恋愛寫眞』 ランダムハウスコリア 2009年4月23日
- 東野圭吾
  - 『赤い指』 現代文学（Hyundae Munhak） 2007年7月25日
  - 『悪意』 現代文学 2008年7月25日
  - 『流星の絆』 現代文学 2009年1月5日
  - 『卒業』 現代文学 2009年6月25日
  - 『どちらかが彼女を殺した』 現代文学 2009年6月25日
  - 『私が彼を殺した』 現代文学 2009年6月25日
  - 『眠りの森』 現代文学 2009年6月25日
  - 『嘘をもうひとつだけ』 現代文学 2009年7月27日
- 奥田英朗
  - 『サウスバウンド』 銀杏の木 2006年7月15日
  - 『最悪』 2008年7月25日
  - 『オリンピックの身代金』 銀杏の木 2010年1月27日
- 槌田劭 『地球をこわさない生き方の本』 ハンサルリン出版社 1993年
- 三島由紀夫 『仮面の告白』 1998年9月1日（文学トンネ 2009年12月15日）
- 浅田次郎 『鉄道員』 文学トンネ 1999年10月22日
- 大平光代 『だから、あなたも生きぬいて』 2000年7月1日
- 三浦綾子 『明日をうたう 命ある限り』 2000年11月5日
- 井上美由紀 『生きてます、15歳。』 2001年4月20日
- 手丸かのこ 『マンガ ポップコーン天使 知ってる? 女の子のカラダ』 2002年12月23日
- 吉川豊 『ドキドキ! SF王国』 2003年6月12日
- 林真理子 『初夜』 2003年12月15日
- 辻仁成 『愛をください』 2004年1月19日
- 芥川龍之介 『羅生門』 Positive People, Inc. 2004年4月30日
- 丸山健二 『虹よ、冒涜の虹よ』 文学トンネ 2004年7月9日
- 山本文緒
  - 『プラナリア』 2005年2月21日
  - 『恋愛中毒』 2006年4月24日
- 齋藤薫 『女のひとを楽にする本 はたちからの生き方とレシピ』 Myungjin Publications Inc. 2005年3月30日
- 村山由佳
  - 『天使の卵-エンジェルス・エッグ』 2006年9月20日
  - 『天使の梯子 Angel's Ladder』 2007年3月9日
  - 『すべての雲は銀の… Silver Lining』 2008年10月24日
- リリー・フランキー 『東京タワー』 ランダムハウスコリア 2007年1月2日
- 五木寛之 『神の発見』 2007年4月1日
- 小川洋子
  - 『薬指の標本』 2007年4月5日
  - 『完璧な病室』 2009年5月18日
- 夏目漱石 『坊っちゃん』 チョウンセンガク 2007年8月2日
- 綿矢りさ 『夢を与える』 2007年10月17日
- 高橋源一郎 『一億三千万人のための小説教室』 2008年3月15日
- 姫野カオルコ 『受難』 2008年9月29日
- 村上春樹
  - 『1Q84』 文学トンネ 2009年8月25日（BOOK1）、2009年9月28日（BOOK2）、2010年7月28日（BOOK3）
  - 『図書館奇譚』 文学思想社 2014年5月
  - 『東京奇譚集』 ビチェ 2014年8月6日
  - 『女のいない男たち』 文学トンネ 2014年8月28日[8]
  - 『職業としての小説家』 現代文学 2016年4月25日
- 中村文則 『掏摸』 Jaeum & Moeum Publishing co. 2010年6月9日

## 自著
- 『나도 이제 꼬마작가』 1996年7月1日
- 『글로 만나는 아이세상』 1996年7月15日